# Høvågs kommun
Høvågs kommun (norska: Høvåg kommune) var en kommun i Aust-Agder fylke i södra Norge. Kommunen omfattade den sydvästra delen av nuvarande Lillesands kommun (Høvågs socken). Tätorten Høvåg utgjorde kommunens centralort.

## Administrativ historik
Høvågs kommun upprättades 1865 genom utbrytning ur Vestre Molands kommun. Kommunen hade 2 069 invånare vid upprättandet.
Den 1 januari 1962 gick Høvågs kommun, tillsammans med Vestre Molands kommun och en del av Eide kommun, upp i Lillesands kommun. Kommunens hade då 1 330 invånare.